# هنري بيرين بالدوين
هنري بيرين بولدوين (29 آب 1842 – 8 تموز 1911) كان رجل أعمال وسياسيًا أمريكيًا في جزيرة ماوي ضمن جزر هاواي. أشرف على بناء نظام الري في شرق ماوي وشارك في تأسيس شركة ألكسندر آند بولدوين، إحدى "الخمس الكبار" التي هيمنت على اقتصاد إقليم هاواي.
وُلِد بولدوين في 29 آب 1842 في لاهينا، هاواي. كان والده المبشر المسيحي الأمريكي دوايت بولدوين (1798–1886)، ووالدته شارلوت فاولر بولدوين. سُمِّي على اسم ماثيو لارو بيرين (1777–1836)، أستاذ في معهد أوبورن اللاهوتي، الذي تخرج منه والده قبيل مغادرته إلى جزر هاواي. التحق بمدرسة بوناهو في هونولولو وعاد إلى ماوي ليصبح مزارعًا. حاول في البداية إدارة مزرعة أرز تابعة لويليام ديويت ألكسندر، لكنها فشلت. وبدلاً من ذلك، عمل بحلول عام 1863 مع شقيقه ديفيد (المعروف أيضًا بدوايت بولدوين الابن) الذي بدأ مزرعة صغيرة لقصب السكر. كان يأمل في جمع ما يكفي من المال للالتحاق بكلية الطب، لكنه لم يغادر صناعة السكر أبدًا. عمل كرئيس عمال (لونا) في مزرعة وايهيئي، التي كان يملكها كريستوفر إتش. لويرز، تحت إدارة صموئيل توماس ألكسندر. في عام 1867، سافر إلى الساحل الغربي للولايات المتحدة.
في عام 1869، أصبح بولدوين وألكسندر شريكين في الأعمال التجارية واشتريا 12 فدانًا في منطقة هاماتوا بوكو (تقسيم أرضي قديم) شرق ماوي. (لا ينبغي الخلط بينها وبين منطقة هاماتوا في جزيرة هاواي). في عام 1870، اشتريا 559 فدانًا أخرى وزرعا قصب السكر. كان بولدوين قد استدان لشراء الأرض.
سكنا في منطقة تُعرف باسم "صني سايد" بالقرب من مطحنة باليولي للسكر الصغيرة، التي بُنيت على حافة وادي قوس القزح عند خط العرض 20°53′32″ شمالًا وخط الطول 156°21′3″ غربًا بواسطة روبرت هايند. أدار ألكسندر مطحنة هايكو الأكبر التي بُنيت عام 1861 بواسطة شركة كاسل آند كوك، التي أسسها مبشرون سابقون. تزوج ألكسندر من مارثا إليزا كوك، ابنة آموس ستار كوك، أحد مؤسسي كاسل آند كوك.
في 28 آذار 1876، فقد بولدوين ذراعه اليمنى في حادث صناعي في مطحنة باليولي. أثناء محاولته تعديل الأسطوانات، علقت أصابعه في طاحونة قصب السكر، مما سحب ذراعه اليمنى، وكاد أن يموت قبل أن يتمكنوا من إيقاف الماكينة وعكس حركتها لتحريره. أُرسل عامل لجلب أقرب طبيب على بُعد عشرة أميال لإجراء البتر. خلال أسابيع، تعلم الكتابة بيده اليسرى، واستمر في عزف الأرغن في كنيسته بيد واحدة. وفي غضون شهر، كان يمتطي الخيل في حقوله.

## قناة هاماكوا
أدى توقيع معاهدة المعاملة بالمثل لعام 1875 إلى تسهيل وصول السكر إلى السوق في الولايات المتحدة. وعلى الرغم من أن جزر هاواي تتمتع بموسم زراعي يمتد على مدار 12 شهرًا، إلا أن مشكلة رئيسية في زراعة الغابات الجافة السابقة كانت التقلبات الكبيرة في كمية الأمطار. فبعد هطول أمطار استوائية غزيرة، يمكن لأشعة الشمس الشديدة أن تتسبب بنمو هائل، لكن كثيرًا ما تمر سنوات في بعض الأماكن دون أمطار على الإطلاق. قال بولدوين إنه في أحد أيام الجفاف ركع في الحقل وصلى من أجل المطر. وعندما هطلت الأمطار، وعد أنه إذا أصبح ناجحًا، فسوف يبني نصبًا تذكاريًا مناسبًا.
أما ألكسندر، فكان أكثر واقعية: فقد علَّم والده في مدرسة لاهاينالونا حيث استُخدمت قنوات الري للحدائق الخاصة منذ العصور القديمة في هاواي. لاحظ ألكسندر أن الغابات المطيرة على الجانب الشرقي (الرياحي) من الجزيرة والمنحدرات العليا لهاليكالا تتلقى كميات أكبر من الأمطار. وكانت تضاريس تلك المنطقة وعرة للغاية بحيث لا يمكن زراعتها، لكنهم استنتجوا أن قناة مائية يمكنها جلب الماء إلى الأراضي المنخفضة المسطحة من حقولهم. كان ويليام هاريسون رايس قد أنشأ نظام ري لمزرعة صغيرة لقصب السكر عام 1856، لكن هذا النظام الجديد سيزود 3000 فدان بالماء. نظم ألكسندر مسحًا، ونسّق التمويل من مزارعين آخرين لإنشاء شركة قناة هاماكوا، وتفاوض على عقد إيجار لمدة سنتين مع حكومة الملك ديفيد كالاكاوا لبدء المشروع في 30 أيلول 1876.
من دون أي تدريب هندسي، أشرف بولدوين على ما أصبح يُعرف باسم قناة هاماكوا بطول 17 ميلًا أثناء تعافيه من إصابته. وكان منافسه في مجال السكر كلاوس سبريكلس قد حصل على عقد إيجار آخر من حكومة المملكة، لذلك ما لم يكمل بولدوين نظامه بحلول 30 أيلول 1878، فسيذهب الماء إلى سبريكلس. وبالإضافة إلى القنوات الفعلية المبطنة بالطين، استُخدمت المزاليج والأنابيب لعبور عدة أودية شديدة الانحدار. وكان بولدوين يهبط بنفسه يوميًا إلى الوديان بذراعه الوحيدة المتبقية. وكان العمال يشككون في أن الماء سينزل في الأنبوب ويصعد في الجانب الآخر.
بدأ تدفق الماء إلى مزرعة كاسل آند كوك في تموز 1877. وكان عبور وادي ماليكو بالأنابيب آخر محطة رئيسية، إذ أصبح بإمكانهم بعدها ري حقولهم الخاصة. غادر ألكسندر في رحلة إلى أوروبا في 9 تموز 1878، وترك إدارة العمليات اليومية في هاواي لبولدوين. ورغم أن المشروع تجاوز الميزانية، إلا أنه اكتمل في الموعد المحدد ونجح. وأُضيفت عدة مشاريع أخرى إلى النظام حتى عام 1923.
وقد تم تقليد الفكرة لاحقًا في مشاريع على ماوي وجزر أخرى. صمم المهندس المدني الإيرلندي مايكل أوشونسي قناة كولاو عامي 1904–1905 وعددًا من المشاريع المشابهة باستخدام تقنيات طُورت في أنفاق السكك الحديدية. ثم عاد إلى سان فرانسيسكو وطبق الفكرة في قناة هيتش هيتشي. قامت شركة ألكسندر آند بولدوين بدمج هذه المشاريع في شركتها للري في شرق ماوي. وأُعلِن عن نظام الري في شرق ماوي كمعلم تاريخي للهندسة المدنية عام 2002.

## تنمية الأعمال

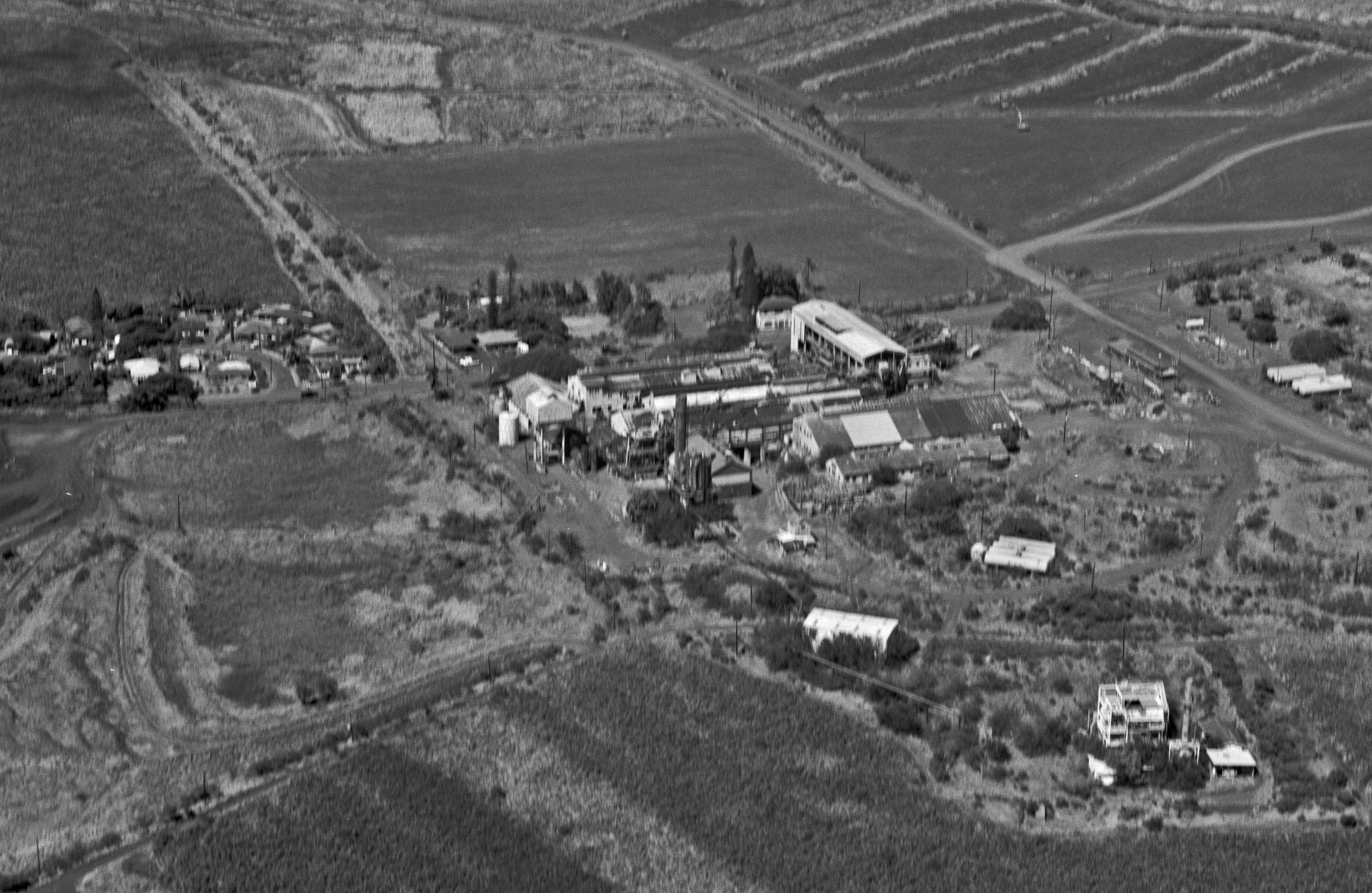
مصنع باي للسكر

أصبحت مشاريع الري مربحة جدًا لدرجة أن شراكة ألكسندر آند بولدوين تمكنت من شراء مزارع أخرى وتوسيع ممتلكاتها. بحلول عام 1877، أنشأ بولدوين مطحنة هاماكوابوكو على الجانب الجنوبي الغربي من وادي ماليكو بالقرب من الحقول المروية، عند خط العرض 20°54′56″ شمالًا وخط الطول 156°20′53″ غربًا. أُغلقت مطحنة هايكو عام 1879. وافتُتحت مطحنة بايا عام 1880 عند خط العرض 20°54′25″ شمالًا وخط الطول 156°22′32″ غربًا. في عام 1881، سمح خط سكة حديد كاهولوي بنقل السكر بالقطار إلى ميناء كاهولوي المتنامي. في عام 1882، انتقل ألكسندر إلى أوكلاند، كاليفورنيا، وسجل أطفاله في المدارس هناك. زار بولدوين وعائلته كاليفورنيا أيضًا، لكنه عاد في عام 1883 وأصبح مديرًا لمزرعة هايكو. بنى منزلًا آخر بالقرب من مطحنة هايكو السابقة وبدأ في شراء حصص في الشركة.
استخدم سبريكلس موارده المالية الضخمة لجلب المهندس الألماني هيرمان شوسلر لبناء نظام الري الخاص به من عام 1878 إلى عام 1880، وشكّل شركة هاواي التجارية للسكر. كما كان سبريكلس يسيطر على مصفاة السكر في كاليفورنيا التي استُخدمت لمعظم سكر هاواي. في نهاية المطاف، باع سبريكلس حصته عام 1898 وأصبح بولدوين شريكًا، ودمج شركتي هايكو وبايا للسكر فيها. أدار بولدوين شركة هاواي التجارية للسكر شخصيًا من عام 1902 إلى 1906.
في عام 1887، سافر إلى إنجلترا مع صهره صامويل ميلز دامون لحضور اليوبيل الذهبي للملكة فيكتوريا. في عام 1888، قدم أساس مطحنة باليولي القديمة لكنيسته، وبُني مبنى خشبي على الموقع الذي فقد فيه ذراعه – كنصب تذكاري لإجابة صلاته. كما ساهم في تمويل ترميم كنيسة وايني التي أنشأها والده.
في عام 1888، أسس هنري بولدوين وعدد من رجال الأعمال من هونولولو مزرعة هاليكالا، التي تبلغ مساحتها 33817 فدانًا على منحدرات البركان الخامد هاليكالا. مزرعة بيئيهولو هي جزء من هذه الأراضي، وتُستخدم الآن للسياحة. وظف هنري بولدوين لويس فون تيمبسكي لإدارة مزرعة هاليكالا عام 1899، وكتبت ابنة لويس، أرمين فون تيمبسكي (1892–1943)، عدة روايات وسيرة ذاتية عن الحياة في مزرعة بولدوين.
في عام 1889، رفع قانون تعرفة ماكينلي الضرائب على السكر المصدر إلى السوق الأمريكية، وانخفض سعره إلى سنتين للرطل. استغل بولدوين انخفاض أسعار الأراضي وبنى مشروع ري في جزيرة كاوايي يُعرف باسم قناة هانابيبي لصالح شركة هاواي للسكر. انتقل مع عائلته إلى كاوايي لبضعة أشهر قبل أن يعود إلى ماوي عام 1893.
 
في عام 1894، أصبحت شراكته مع ألكسندر وكيلة لبيع السكر في كاليفورنيا. وفي عام 1900، أصبحت الشراكة شركة رسمية باسم ألكسندر آند بولدوين. ومع وجود مكاتب في كل من هونولولو وسان فرانسيسكو، عملت كوكيل لمزارع أخرى أيضًا. وبمرور الوقت، تطورت ألكسندر آند بولدوين لتصبح شركة قابضة للعديد من المشاريع الأخرى، بما في ذلك خط الشحن ماتسون للملاحة.
في عام 1899، أشرف على مشروع ري آخر في كيهي. في عام 1903، بنى منزلًا آخر يُدعى مالوهي في موقع أعلى بالقرب من أوليندا، هاواي، محاطًا بأشجار الفاكهة. أصبحت شركة مزرعة كياهوا عام 1909 تُعرف باسم شركة ماوي للأناناس.
في عام 1905، أصبح مالكًا لصحيفة ماوي نيوز. واستمر أحفاده في امتلاك الصحيفة حتى عام 2000.

## السياسة
بعد أن رفع دستور مملكة هاواي لعام 1887 متطلبات ملكية الممتلكات للناخبين، انتُخب هنري بيرين بولدوين لمجلس نبلاء المملكة من عام 1887 حتى عام 1892، ولعضوية مجلس الشيوخ في جمهورية هاواي وإقليم هاواي من عام 1895 حتى 1904. كان عضوًا في لجنة الشؤون الخارجية، وورث عن والده اهتمامه بالصحة العامة، حيث استخدم أمواله الخاصة لتمويل منازل أفضل في مستوطنة كالوابابا للمصابين بالجذام. قدم مشروع قانون لحظر تشغيل الأطفال دون سن الثالثة عشرة، لكنه رُفض. كان عضوًا في حزب الإصلاح الحاكم، الذي تطور إلى حزب هاواي الجمهوري. عارض عمومًا الملك الحاكم كالاكاوا، لكنه لم يُعرب أبدًا عن دعمه للإطاحة بمملكة هاواي عام 1893. ألقى خطاب ترشيح الأمير جونا كوهيو كالانياناولي كمندوب في الكونغرس عام 1902.

## العائلة والإرث
تزوج من إميلي ويتني ألكسندر (1846–1943)، شقيقة شريكه في العمل صامويل ألكسندر، في 5 نيسان 1870. أما شقيقته أبيغيل شارليت بولدوين، فتزوجت من شقيق صامويل، ويليام ديويت ألكسندر (1847–1912) عام 1861.
ابنهما البكر هنري ألكسندر بولدوين (1871–1946)، المعروف باسم "هاري"، أصبح مديرًا لشركة هايكو للسكر، التي دُمجت مع مزارع أخرى لتصبح شركة ماوي الزراعية عام 1921. وكان هاري ناشطًا سياسيًا بارزًا، حيث شغل منصب مندوب إقليم هاواي في مجلس النواب الأمريكي.
ولد وليام دوايت بولدوين في 25 تشرين الأول 1873، وتخرج من جامعة ييل عام 1897، ثم من كلية الطب في جامعة جونز هوبكنز عام 1901. عاد عام 1905 لممارسة الطب في هونولولو حتى عام 1914، عندما أصبح مزارع ماشية في ماوي. تُوفي في 30 تشرين الأول 1943.
وُلد آرثر دوغلاس بولدوين في 8 نيسان 1876، وتخرج من جامعة ييل ثم كلية هارفارد للحقوق بين عامي 1898 و1891. انتقل إلى كليفلاند، أوهايو، ومارس المحاماة في شركته غارفيلد ماكغريغور آند بولدوين. وكان شريكه في العمل جيمس رودولف غارفيلد، ابن الرئيس جيمس أ. غارفيلد. تزوج من ريبا لويز ويليامز عام 1902، وأنجبا خمسة أطفال. كتب سيرة ذاتية عن والده. خدم كضابط مدفعية ميدانية في الحرب العالمية الأولى وتوفي عام 1954.
وُلد فرانك فاولر بولدوين في 30 آذار 1878، والتحق بجامعة ييل لكنه تركها عام 1898. بدأ العمل كعامل ميداني وأصبح لاحقًا رئيسًا لشركة سكة حديد كاهولوي عام 1910، ورئيسًا لشركة هاواي التجارية للسكر عندما توفي هنري بيرين بولدوين. في عام 1948، دمج فرانك الشركة مع شركة ماوي الزراعية لمساحة مجتمعة تبلغ 25454 فدانًا. توفي في 6 شباط 1960.
تزوجت ابنتاه، مود مانسفيلد (بولدوين) كوك (1872–1961) وشارلوت (بولدوين) رايس (1884–1938)، من أحفاد مبشرين آخرين: جوزيف بلات كوك (1870–1918) وهارولد ووترهاوس رايس، وكانا أيضًا يعملان في مجال صناعة السكر. وكان كوك حفيد آموس ستار كوك، وابن شقيق رجل الأعمال صامويل غاردنر وايلدر.
أصغر الأبناء، صامويل ألكسندر بولدوين، وُلد في 30 آب 1885. التحق بمدرسة بوناهو، ومدرسة أوكلاند الثانوية في كاليفورنيا، وجامعة ييل عام 1908. تزوج من كاثرين سميث في هونولولو في 10 أيار 1909. أصبح لاعب بولو بارزًا وأدار مزرعة هاليكالا عندما تقاعد فون تيمبسكي. توفي صامويل في 21 تموز 1950.
في عام 1910، أسس آل بولدوين مؤسسة فريد بولدوين التذكارية تكريمًا لابنهم فريد تشامبرز بولدوين (1881–1905) الذي توفي في 11 تشرين الأول 1905 في مدينة نيويورك. ومنذ عام 1910 وحتى الحرب العالمية الثانية، دعمت المؤسسة منشأة سكنية للمسنين. ومنذ ذلك الحين، قدمت منحًا لمجتمع ماوي.
أجرى هنري بيرين بولدوين عملية الزائدة الدودية في كانون الثاني 1909، وسافر إلى كاليفورنيا في صيف 1911. وتوفي بعد أيام من عودته في 8 تموز 1911.
كان ديفيد توماس فليمنغ (1881–1955) مديرًا لمزرعة هونولوا التابعة لبولدوين، حيث زرع الأناناس عام 1912. وحول فليمنغ مزرعة الماشية إلى مزرعة أناناس. وكان هذا بداية شركة ماوي لاند آند باينابل، وهي صناعة استمرت حتى عام 2009.
في عام 1913، بُنيت مدرسة ماوي الثانوية القديمة على أرض مزرعة ماهاكوابوكا. وسُميت مدرسة هنري بيرين بولدوين الثانوية باسمه في وايلوكي، هاواي عام 1934. ويُستخدم الآن منزل المشرف السابق لمطحنة شركة هاواي التجارية للسكر في بوأونيني كمتحف ألكسندر آند بولدوين للسكر. ويوجد منتزه بولدوين بالقرب من المطحنة.
في عام 1916، بُنيت كنيسة اتحاد ماكاواو الجديدة من الخرسانة بواجهة حجرية وسُميت "كنيسة هنري بيرين بولدوين التذكارية". ودُفن العديد من أفراد عائلة بولدوين في مقبرة ماكاواو القريبة منه. وكان من بين الخطباء البارزين ويليام هايد رايس (ابن ويليام هاريسون رايس ووالد هارولد دبليو رايس، زوج شارلوت بولدوين) وهنري ألكسندر بولدوين.

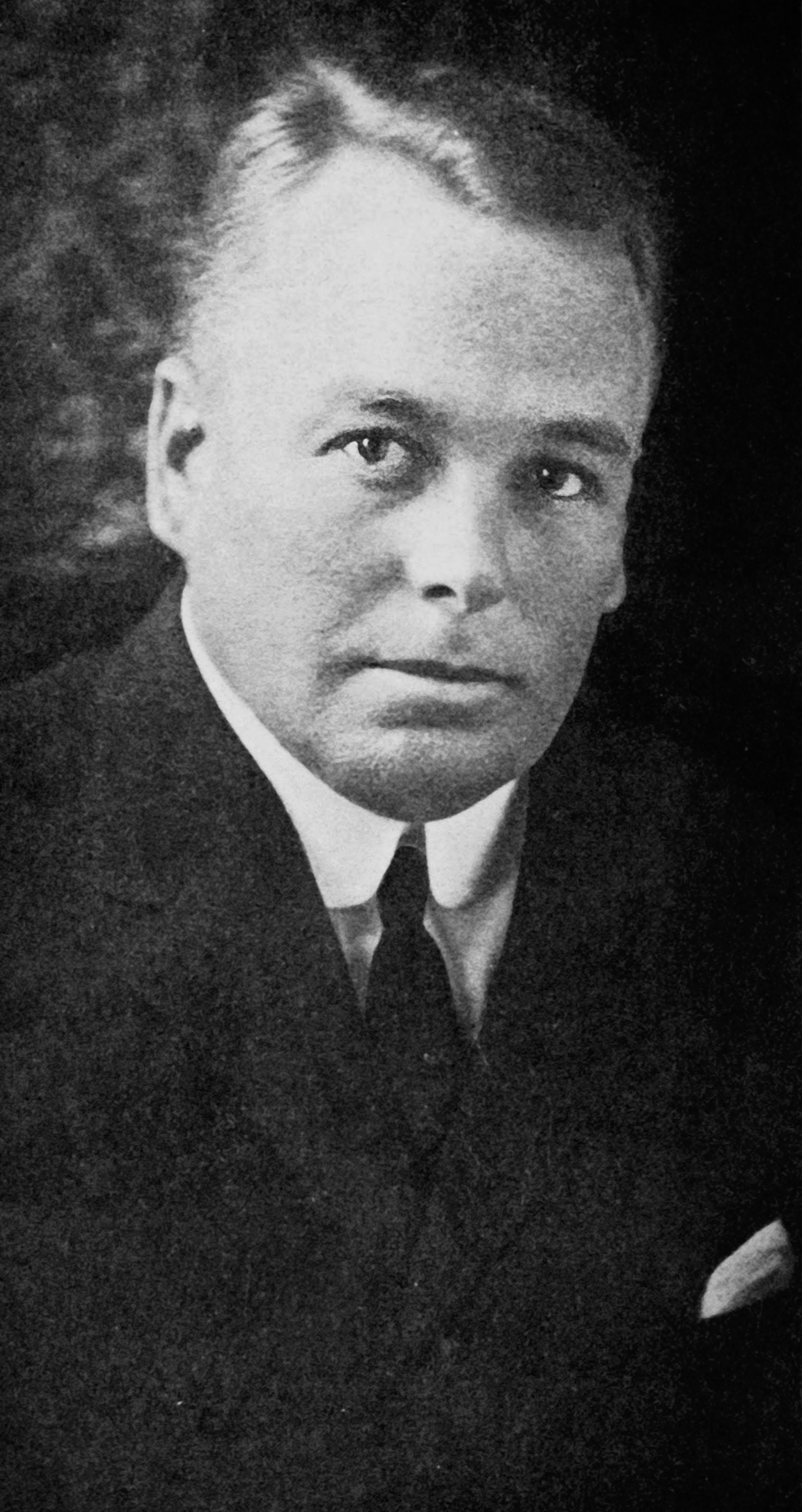
فرانك فاولر بالدوين في عام 1921

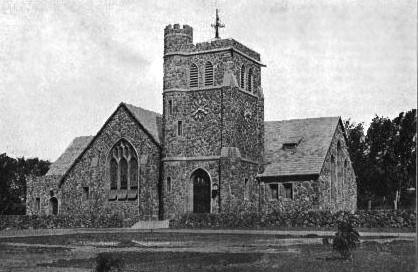
كنيسة HP Baldwin التذكارية في عام 1917

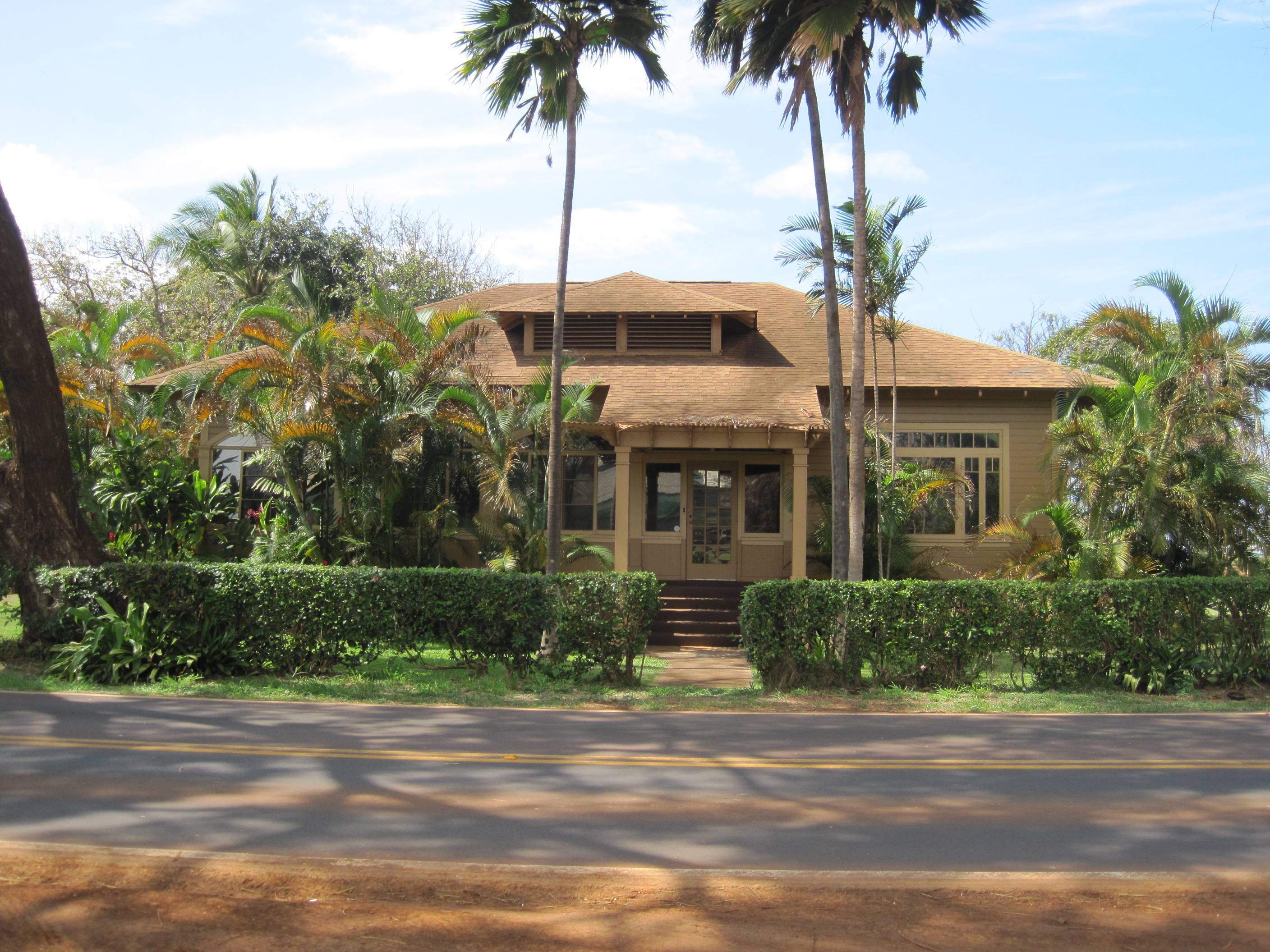
متحف ألكسندر وبالدوين للسكر في منزل مدير مطحنة أوني السابق

## قراءة إضافية
- Arthur Lyman Dean (1950). Alexander & Baldwin, Ltd. and the predecessor partnerships. Alexander & Baldwin. مؤرشف من الأصل في 2023-06-04.